# Час погорди
«Відьмак. Час погорди» (пол. Czas pogardy) — роман польського письменника Анджея Сапковського у жанрі фентезі, що вперше вийшов 1995 року у польському видавництві SuperNOWA. Є четвертою частиною фентезійного циклу «Відьмак».

## Опис
Чаклунка Йеннефер та принцеса Цірілла рушають на острів Танедд на Збори Чаклунів, де Йеннефер також збирається влаштувати Цірі в Школу Чаклунок. Ґеральт теж прямує туди. Під час Зборів відбувається заколот чарівників — початок нової війни. Ґеральт, який дивом вижив, опиняється в Брокілоні. Цірі, використовуючи зіпсований портал напівзруйнованої вежі Тор Лара, переноситься в пустелю Корат, де рятується від загибелі завдяки зустрічі з молодим єдинорогом. Вона відчуває себе покинутою, забутою, мусить сама боротися з труднощами, блукаючи чужим краєм, у якому опинилася.

## Переклади українською
- Анджей Сапковський. Відьмак. Час Погорди (Книга 4). Переклад з пол.: Сергій Легеза. Харків: Клуб сімейного дозвілля, 2016. — 320 с. ISBN 978-617-12-1038-7